# Elek Andrád
Elek Andrád (a trăit în secolul al XIX-lea, date biografice există din perioada 1805-1812) a fost un scriitor, poet și dramaturg maghiar din Transilvania.